# Ben-Cijjon Keszet
Ben-Cijjon Keszet (hebr.: בן-ציון קשת, ang.: Ben-Zion Keshet, ur. 1914 w Rydze, zm. 8 sierpnia 1984) – izraelski polityk, w latach 1969–1977 poseł do Knesetu z list Gahalu i Likudu.
W wyborach parlamentarnych w 1969 dostał się po raz pierwszy do izraelskiego parlamentu. Zasiadał w Knesetach VII i VIII kadencji.